# Puente de losas de piedra
Un puente de losas de piedra es una forma antigua de puente formado por grandes losas planas de piedra. Estas pueden apoyarse en pilares de piedra a través de ríos o descansar en las orillas de arroyos. Los materiales utilizados son generalmente granito, esquisto, shale y madera. 
Los hay por todo el mundo, siendo muy comunes y similares, debido a la abundancia de arroyos, en toda la parte del Atlántico europeo, en el norte de Portugal y Galicia, y en el sur de Escandinavia, pasando por las islas británicas.
Hay abundantes ejemplos de puentes de losas de piedra en los páramos de West Country (Bodmin Moor, Dartmoor y Exmoor) y en otras zonas de tierras altas del Reino Unido, incluidas Snowdonia y Anglesey, Cumbria, Derbyshire, Yorkshire, Lancashire, en el norte de Wester Ross y el noroeste de Sutherland en Escocia.

## Historia
Aunque a menudo se le atribuye un origen prehistórico, la mayoría se erigieron en la época medieval y algunos en siglos posteriores. A menudo están situados cerca de un vado por el que podían cruzar los carros.
Según el Parque Nacional de Dartmoor, la palabra clapper, por la que se denomina a este tipo de puentes en inglés, deriva en última instancia de una palabra anglosajona, cleaca, que significa «salvar obstáculos»; el Diccionario de inglés de Oxford proporciona la forma latina medieval intermedia clapus, claperius, «de origen galo», con un significado inicial de «montón de piedras».

## Características
Es una construcción tradicional asociada a caminos y arroyos, fruto de la evolución del pasado, generalmente cuando aumentaba la distancia a cruzar un arroyo y no era suficiente con la colocación de piedras. En algunos casos, permiten el paso del ganado e incluso de un automóvil.
Consisten en uno o más pilares de piedra (como elementos verticales) sobre los que se colocan una o más losas de piedra (como elementos horizontales). Normalmente tienen una sola pieza es la solución más simple, similar al trabajo de un dintel. A diferencia de los puentes estándar, no utilizan ningún tipo de arco.
Los hay por todo el mundo, siendo muy comunes y similares, debido a la abundancia de arroyos, en toda la parte del Atlántico europeo, en el norte de Portugal y Galicia, y en el sur de Escandinavia, pasando por las islas británicas. Los materiales utilizados son generalmente granito, shale y madera.

## Ejemplos
El puente de losas de piedra más grande del mundo, es el puente de Anping en China. Construido alrededor del año 1000 d. C., tiene una longitud de 2223 metros y su mayor losa tiene 75 cm de espesor, 11 m de largo y pesa 20 toneladas.

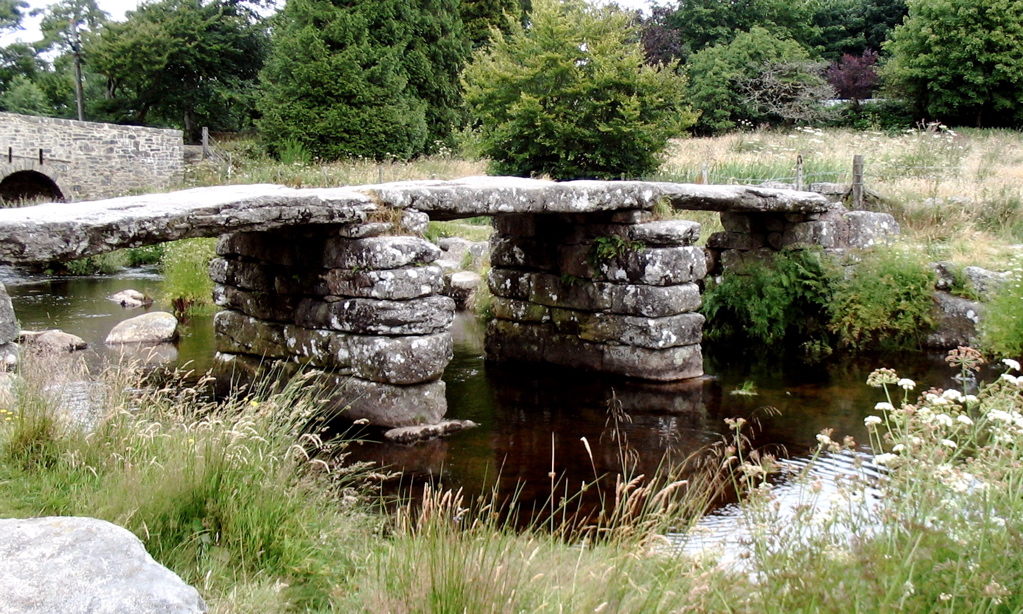
Puente de losas de piedra en Postbridge.

En el Reino Unido, el puente Postbridge Clapper, se puede encontrar en Postbridge, en Dartmoor. Sus losas superan los 4 metros de largo, 2 metros de ancho y pesan más de 8 toneladas cada una, lo que hace que el puente sea transitable para un carro pequeño. Hay registro histórico del puente desde 1380 d. C. Se construyó para facilitar el transporte de estaño de Dartmoor en caballos de carga a la ciudad de Tavistock.
Otros ejemplos supervivientes incluyen el Tarr Steps sobre el río Barle en Exmoor y el puente Stara sobre el río Lynher en el este de Cornualles.

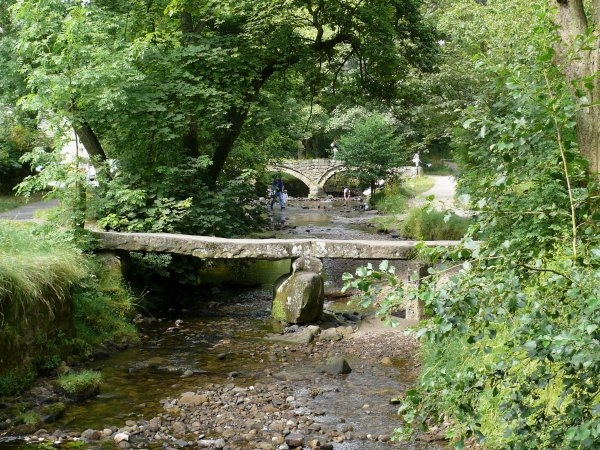
Puente de losas de piedra en Wycoller, Pendle, East Lancashire.

Algunos puentes de losas de piedra más grandes, como los de Dartmeet y Bellever, se han derrumbado (sus losas fueron arrastradas por las inundaciones o fueron saqueadas para la construcción de edificios o muros) y desde entonces han sido reconstruidos. Sin embargo, existen muchos otros ejemplos más pequeños en Dartmoor y todavía en uso, como los de Teignhead Farm (cerca de los círculos de piedra de Gray Wethers), Scorhill y al otro lado del arroyo Wallabrook.